# Мавзолей Кошкар-Ата (Турбат)
Мавзолей Кошкар-Ата в Турбате — монументальное сооружение в селе Турбат Казыгуртского района Туркестанской области Казахстана. Возведено в честь легендарного казахского суфия Кошкар-аты, считающегося святым. Входит в состав архитектурного комплекса Исмаил-ата, включённого в список памятников истории и культуры Казахстана республиканского значения.

## Описание
Мавзолей Кошкар-Ата располагается на территории комплекса Исмаил-ата между чилляханой и мечетью. В ходе перестройки части комплекса, проведённой значительно позднее строительства обоих зданий, чилляхана и мавзолей стали единой архитектурной композицией.
Мавзолей представляет собой небольшую портально-купольную однозальную постройку, снабжённую низкой апсидой, в которой установлено несколько надгробий. Паруса купола — ячеистые, сложенные сдвоенными кирпичами, консольно выступающими друг над другом.